# Мордовський державний університет імені М. П. Огарьова
Мордовський державний університет імені М. П. Огарьова (рос. Мордовский государственный университет имени Н. П. Огарёва) — класичний заклад вищої освіти в російському Саранську, заснований у 1931 році.
Член Асоціації класичних університетів Росії.

## Історія
Заснований 1 жовтня 1931 року рішенням Ради народних комісарів РРФСР як агропедінститут. 23 листопада 1932 року перетворений в Мордовський державний педагогічний інститут.
23 листопада 1932 року перетворений на Мордовський державний педагогічний інститут. У його складі були створені історичний, математичний, хімічний, біологічний відділення і відділення літератури і мови. Перший випуск фахівців (73 особи) відбувся в 1935 році.
Основним завданням вузу на перших порах було забезпечення шкіл регіону педагогічними кадрами. Прискорене навчання вчителів велося в учительському інституті, який був відкритий у його складі в 1934 році. У 1935 році навчальний процес розпочато у новій чотириповерховій будівлі. Перший навчальний корпус існував до 2010 року. 15 вересня 2016 року на його місці відкрився новий навчально-лабораторний корпус Мордовського університету — найвища будівля в Саранську.
З 1938 по 1957 роки носив ім'я О. І. Полежаєва, який був уродженцем мордовського краю. У ці ж десятиліття в закладі працював російський філософ і літературознавець Михайло Бахтін. Вперше Михало Бахтін приїхав до Саранська і почав працювати в інституті в 1936 році після заслання. Потім з 1945 по 1961 рік, до виходу на пенсію, викладав на історико-філологічному факультеті Мордовського педагогічного інституту, був доцентом, завідувачем кафедри російської і зарубіжної літератури. У Саранську він підготував до публікації книги, які принесли йому світову популярність — «Проблеми поетики Достоєвського» (М., 1963), «Творчість Франсуа Рабле і народна культура середньовіччя і Ренесансу» (М., 1965). У 2015 році, в рік 120-річчя М. М. Бахтіна, в сквері біля центрального кампуса університету було відкрито пам'ятник вченому, а в складі університету з'явився меморіальний і дослідний Центр М. М. Бахтіна.
2 жовтня 1957 року на базі інституту створений Мордовський державний університет з історико-філологічним, фізико-математичним, інженерно-технічним, сільськогосподарським факультетами, а також факультетом природознавства і факультетом іноземних мов. Наступного року в університеті розпочалася підготовка власних наукових кадрів в аспірантурі. Згідно з актуальними завданнями розвитку Мордовської АРСР здійснювалося відкриття нових факультетів і спеціальностей: в наступні десятиліття були утворені факультети будівництва, електронної техніки, механізації сільського господарства, економічний, юридичний, медичний і єдиний в Росії світлотехнічний факультет (з 2016 року — Інститут електроніки та світлотехніки).
У 1970 році університету присвоєно ім'я М. П. Огарьова. При університету діє музей Н. П. Огарьова. Один із символів Мордовського університету є пам'ятник Огарьову, відкритий в 1984 році.
У 1982 році указом Президії Верховної Ради СРСР Мордовський університет імені М. П. Огарьова був нагороджений орденом Дружби народів.
У 1990-ті роках структура університету змінилася — найбільші факультети були перетворені в інститути, також відкрилися науково-дослідні інститути. У 2000 році були відкриті філії Мордовського університету в двох найбільших (крім Саранська) містах Мордовії — Ковилкіному і Рузаєвці.
У 2010 році університет ввійшов до категорії національних дослідницьких центрів.

## Структура
Навчальний процес в Мордовському університеті здійснюють 10 факультетів, 7 інститутів та 2 філії:
- Аграрний інститут
- Історико-соціологічний інститут
- Медичний інститут
- Інститут фізики і хімії
- Інститут механіки та енергетики
- Інститут електроніки та світлотехніки
- Інститут національної культури
- Архітектурно-будівельний факультет
- Географічний факультет
- Факультет іноземних мов
- Факультет математики та інформаційних технологій
- Філологічний факультет
- Факультет біотехнології та біології
- Економічний факультет
- Юридичний факультет
- Факультет довузівської підготовки і середньої професійної освіти
- Факультет додаткової освіти
- Рузаєвський інститут машинобудування (філія)
- Ковилкінська філія.

## Відомі випускники
- Любаєв Павло Кирилович — письменник.
- Новікова Любов Олександрівна — доктор біологічних наук, професор
- Коляденков Михайло Микитович — педагог, лінгвіст, доктор філологічних наук, професор.
- Бакіч Відяй — ерзянський естрадний співак і діджей
- Баликова Лариса Олександрівна — російський вчений у галузі педіатрії, доктор медичних наук, професор.
- Курбатова Наталія Володимирівна — російська легкоатлетка, спеціалістка з бігу на довгі дистанції і марафону.